# جان كونينجس
جان كونينجس هو منافس ألعاب قوى بلجيكي، ولد في 4 مارس 1886، وتوفي في 29 مايو 1974.

## وصلات خارجية
- جان كونينجس على موقع أوليمبيديا (الإنجليزية)